# Comiskey Park
Comiskey Park – nieistniejący stadion baseballowy w Chicago, na którym swoje mecze rozgrywał zespół Chicago White Sox. Był trzykrotnie areną Meczu Gwiazd (w tym rozegranego po raz pierwszy w historii All-Star Game w 1933 roku).
Budowę stadionu rozpoczęto w lutym 1910, zaś pierwszy mecz rozegrano 1 lipca 1910; początkowo obiekt nosił nazwę White Sox Park. W 1918 roku w World Series w roli gospodarza występował na nim zespół Chicago Cubs. 14 sierpnia 1939 na Comiskey Park odbył się po raz pierwszy mecz przy sztucznym oświetleniu. 
Ostatnie spotkanie na Comiskey Park odbyło się 30 września 1990. W kwietniu 1991 oddano do użytku nowy stadion Guaranteed Rate Field (dawn. U.S. Cellular Field), wybudowany kosztem 150 milionów dolarów, mogący pomieścić 40 615 widzów.